# ワルキューレ (小惑星)
ワルキューレ (877 Walkure) は小惑星帯に位置する小惑星である。ウクライナのシメイズ天文台でグリゴリー・ネウイミンによって発見された。
北欧神話に登場する半神ワルキューレにちなんで命名された。